# Вибори Президента Ірану 2021
Президентські вибори в Ірані 2021 року — тринадцяті за ліком президентські вибори в країні, що відбулися 18 червня 2021 року і на яких переміг Ібрахім Раїсі.
Президент Ірану є вищою виборною посадовою особою в країні, главою виконавчої влади, а також другою за важливістю особою після верховного лідера. Під контролем Верховного лідера Ірану перебувають збройні сили, судова система, державне телебачення і інші ключові урядові організації. Існує також неофіційний звичай, за яким члени кабінету міністрів для основних відомств узгоджуються з Верховним лідером. Чинний верховний лідер Алі Хаменеї, перебуває при владі більше трьох десятиліть. Хаменеї приймає остаточні рішення про визнання результатів виборів в Ірані, призначення і звільнення членів кабінету.
У виборах взяло участь 28,6 млн виборців.

## Кандидати
- Ібрагім Райсі
- Мохсен Резаї
- Абдольнасер Хемматі
- Газізаде

## Результати виборів
| Кандидат                    | Голосів    | % голосів |
| --------------------------- | ---------- | --------- |
| Ібрагім Райсі               | 18,021,945 | 72.35     |
| Мохсен Резаї                | 3,440,835  | 13.81     |
| Абдольнасер Хемматі         | 2,443,387  | 9.81      |
| Газізаде                    | 1,003,650  | 4.03      |
| Усього голосів              | 24,909,817 | 100.00    |
| Зареєстрованих голосів/явка | 28,750,736 |           |